# Éder Militão
Éder Gabriel Militão (n. 18 ianuarie 1998, Sertãozinho⁠(d), São Paulo, Brazilia) este un fotbalist profesionist brazilian care în prezent evoluează pe post de fundaș la clubul spaniol Real Madrid CF.
În martie 2019, Real Madrid a anunțat oficial că a semnat un contract de 6 ani (până în 2025) cu Militão. Acesta va juca până la sfârșitul sezonului pentru FC Porto, iar vara se va transfera la clubul spaniol.

## Cariera de club

### São Paulo
Născut în Sertãozinho, São Paulo, Militão a început să joace pentru echipele de tineret din São Paulo în 2010. A fost primul care a fost inclus în prima echipă pentru Copa Paulista 2016, debutând pe 2 iulie la o pierdere de 2-1 la Ituano. El a jucat 11 meciuri și a marcat de două ori, într-o victorie de 4-0 acasă peste C.A. Juventus, la 18 septembrie, care a asigurat calificarea în turul doi.
Militão și-a făcut debutul profesional pe 14 mai 2017, la o pierdere de 1-0 la Cruzeiro în meciul de deschidere al Campionatului Brazilian Série A. El a avut 22 de apariții pe parcursul sezonului, în timp ce clubul a terminat pe locul 13, primind cartonaș roș și fiind eliminat pe 12 noiembrie până la sfârșitul unei remize împotriva la Vasco da Gama.

### Porto
La 7 august 2018, Militão a semnat un contract de cinci ani cu clubul portughez FC Porto. El a debutat în  Primeira Liga pe 2 septembrie, plecând cu o victorie de 3-0 pe teren propriu
împotriva celor de la  Moreirense și luând parte la primul gol marcat de căpitanul Héctor Herrera. De-a lungul ultimelor meciuri, tânărul s-a cimentat repede în echipa de start, formând un parteneriat defensiv cu coechipierul Felipe.
La 28 noiembrie, brazilianul a înscris primul gol pentru club într-o victorie acasă de  3-1 împotriva la Schalke 04 pentru etapa de grupă 2018-19 în Liga Campionilor UEFA.

### Real Madrid
La 14 martie 2019, Real Madrid a anunțat semnarea unui contract de șase ani, valabil începând cu 1 iulie 2019, pentru o taxă raportată de 50 de milioane de euro. Sao Paulo va primi 4 milioane de euro din taxa de transfer.A debutat pe 14 septembrie, intrând în teren ca rezervă a lui Sergio Ramos pentru ultima jumătate de oră într-o victorie pe teren propriu cu 3-2 împotriva lui Levante. A jucat în 15 meciuri în sezonul de campionat, Real Madrid câștigând La Liga 2019-2020.
Militão a marcat golul său de debut pentru Madrid pe 20 ianuarie 2021, reușind cu capul centrarea lui Marcelo, deschizând un meci din șaisprezecimile de finală ale Copa del Rey în deplasare cu Alcoyano, din liga a treia; echipa sa a pierdut în mod neașteptat cu 2-1. Golul său de debut în campionat a venit pe 1 mai, într-o victorie cu 2-0 împotriva lui Osasuna.
În sezonul 2021–22, Militão a devenit în sfârșit titular după plecările veteranilor Sergio Ramos și Raphaël Varane din apărarea madrilenilor. A făcut pereche în apărare cu jucătorul austriac David Alaba, sub conducerea lui Carlo Ancelotti. A marcat un gol în campania lor câștigătoare a campionatului, asigurând un egal de 2–2 acasă cu Elche pe 23 ianuarie. Cu câteva zile mai devreme, echipa a câștigat Supercopa de España cu o victorie în finala cu 2–0 împotriva lui Athletic Bilbao în Arabia Saudită, deși a fost eliminat pentru că a acordat un penalty prin henț. A jucat 12 meciuri în campania victorioasă a Ligii Campionilor, inclusiv în victoria cu 1–0 în finala cu Liverpool pe Stade de France.
În sezonul 2022-23, Militão a făcut parte din lotul care a câștigat mai multe turnee. În finala Cupei Mondiale a Cluburilor FIFA 2022, care a avut loc pe 11 februarie 2023, Real Madrid a câștigat cu 5-3 împotriva lui Al Hilal. Nouă zile mai târziu, împotriva lui Liverpool pe Anfield, în timpul meciului din prima manșă a optimilor de finală a Ligii Campionilor, Militão a înscris cu capul, echipa sa depășind un deficit de 2-0 pentru a câștiga cu 5-2. Pe 6 mai, Real Madrid a câștigat Copa del Rey învingând Osasuna cu 2-1 în finală, care a avut loc pe Estadio de La Cartuja. Pe 10 august, în Supercupa UEFA, Real Madrid a câștigat împotriva lui Eintracht Frankfurt pe Stadionul Olimpic din Helsinki, câștigând titlul cu 2-0.
Pe 12 august 2023, Militão a suferit o ruptură a ligamentului încrucișat anterior (LCA) la genunchiul stâng în timpul primului meci din La Liga al sezonului împotriva lui Athletic Bilbao. Această accidentare a dus la indisponibilitatea sa pe tot parcursul sezonului, cu o perioadă de recuperare estimată la nouă luni.
Pe 23 ianuarie 2024, Militão a semnat un nou contract, valabil până în 2028. Contractul său i-a oferit o mărire de salariu, precum și o clauză de reziliere de 1 miliard de euro, maximul permis de regulamentul La Liga. Mai târziu în acel an, pe 9 noiembrie, a suferit o nouă ruptură de ligament încrucișat anterior, împreună cu leziuni la meniscurile piciorului drept, ceea ce l-a îndepărtat de terenuri pentru restul sezonului 2024-25.

## Cariera internațională
În septembrie 2018, Militão a fost chemat de antrenorul Tite pentru a juca împotriva la  El Salvador, după ce Fagner s-a retras din accident. El a debutat pe 11 septembrie împotriva salvadorilor de la FedExField, jucând 90 de minute într-o victorie de 5-0.

## Statistici de carieră

### Club
La 9 noiembrie 2024.
| Club          | Sezon         | Campionat     | Campionat | Campionat | Liga de stat | Liga de stat | Cupă    | Cupă   | Cupa ligii | Cupa ligii | Competiții internaționale | Competiții internaționale | Alte competiții | Alte competiții | Total   | Total  |
| Club          | Sezon         | Divizie       | Meciuri   | Goluri    | Meciuri      | Goluri       | Meciuri | Goluri | Meciuri    | Goluri     | Meciuri                   | Goluri                    | Meciuri         | Goluri          | Meciuri | Goluri |
| ------------- | ------------- | ------------- | --------- | --------- | ------------ | ------------ | ------- | ------ | ---------- | ---------- | ------------------------- | ------------------------- | --------------- | --------------- | ------- | ------ |
| São Paulo     | 2017          | Série A       | 22        | 2         | 0            | 0            | —       | —      | —          | —          | —                         | —                         | —               | —               | 22      | 2      |
| São Paulo     | 2018          | Série A       | 13        | 1         | 14           | 2            | 6       | 1      | —          | —          | 2                         | 0                         | —               | —               | 35      | 2      |
| São Paulo     | Total         | Total         | 35        | 3         | 14           | 2            | 6       | 1      | 0          | 0          | 2                         | 0                         | 0               | 0               | 57      | 4      |
| Porto         | 2018–19       | Primeira Liga | 29        | 3         | —            | —            | 6       | 0      | 3          | 0          | 9                         | 2                         | 0               | 0               | 47      | 5      |
| Real Madrid   | 2019–20       | La Liga       | 15        | 0         | —            | —            | 2       | 0      | —          | —          | 3                         | 0                         | 0               | 0               | 20      | 0      |
| Real Madrid   | 2020–21       | La Liga       | 14        | 1         | —            | —            | 1       | 1      | —          | —          | 6                         | 0                         | 0               | 0               | 21      | 2      |
| Real Madrid   | 2021–22       | La Liga       | 34        | 1         | —            | —            | 2       | 1      | —          | —          | 12                        | 0                         | 2               | 0               | 50      | 2      |
| Real Madrid   | 2022–23       | La Liga       | 33        | 5         | —            | —            | 6       | 1      | —          | —          | 9                         | 1                         | 3               | 0               | 51      | 7      |
| Real Madrid   | 2023–24       | La Liga       | 10        | 0         | —            | —            | 0       | 0      | —          | —          | 3                         | 0                         | 0               | 0               | 13      | 0      |
| Real Madrid   | 2024–25       | La Liga       | 12        | 1         | —            | —            | 0       | 0      | —          | —          | 4                         | 0                         | 1               | 0               | 17      | 1      |
| Real Madrid   | Total         | Total         | 118       | 8         | 0            | 0            | 11      | 3      | 0          | 0          | 37                        | 1                         | 6               | 0               | 172     | 12     |
| Total carieră | Total carieră | Total carieră | 182       | 14        | 14           | 2            | 23      | 4      | 3          | 0          | 48                        | 3                         | 6               | 0               | 276     | 21     |

1. ↑  Include Copa do Brasil, Taça de Portugal, Copa del Rey
2. ↑  Include Taça da Liga
3. ↑  Apariții în Campeonato Paulista
4. ↑  Apariții în Copa Sudamericana
5. 1 2 3 4 5 6 7  Apariții în UEFA Champions League
6. ↑  Apariții în Supercopa de España
7. ↑  Două apariții în Supercopa de España, o apariție în UEFA Super Cup
8. ↑  Apariție în Supercupa Europei UEFA